# Allium flavescens
Allium flavescens är en amaryllisväxtart som beskrevs av Wilibald Swibert Joseph Gottlieb von Besser. Allium flavescens ingår i släktet lökar, och familjen amaryllisväxter. Inga underarter finns listade i Catalogue of Life.

## Bildgalleri

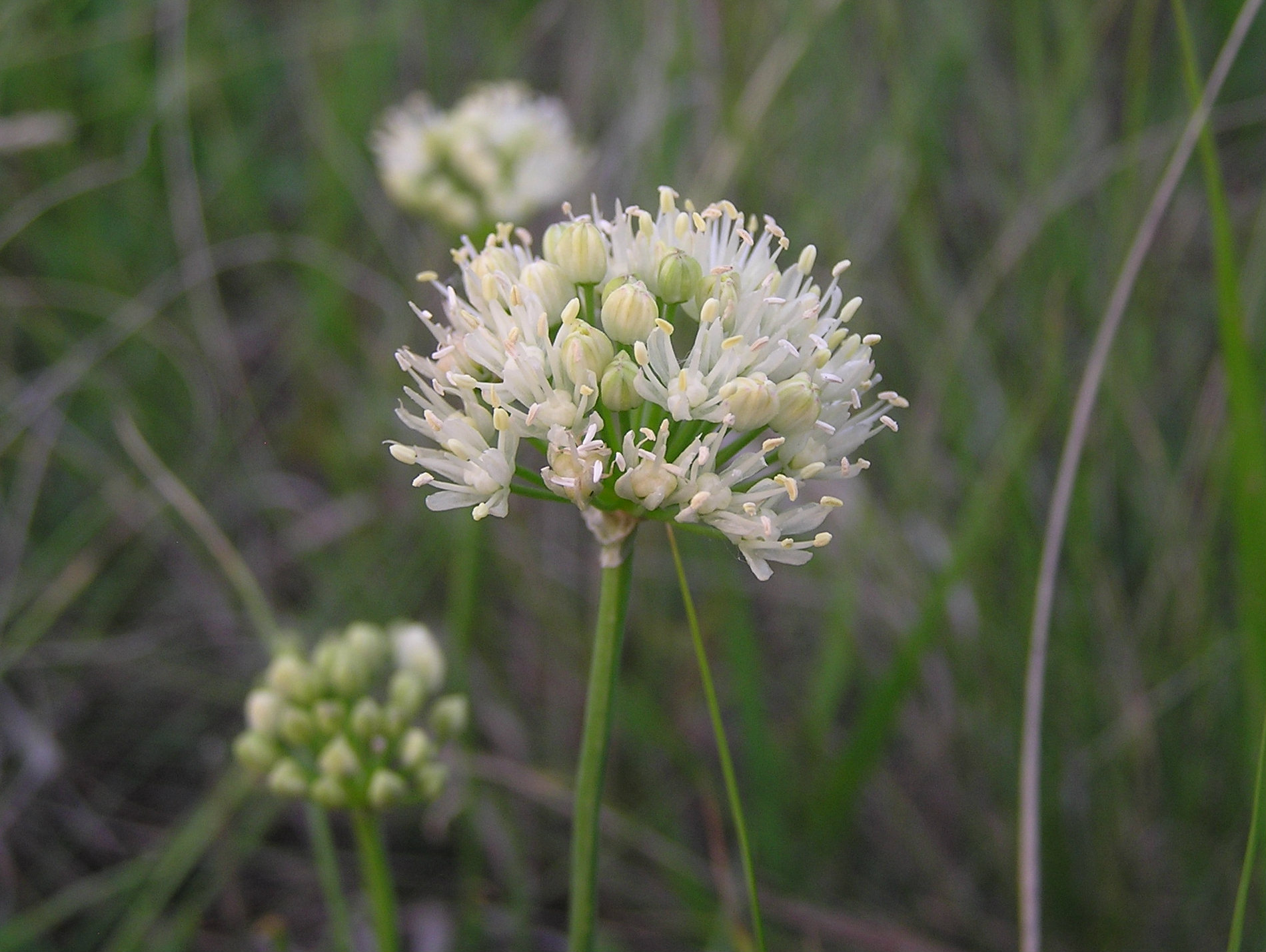